# Katajalahti
Katajalahti är en avskiljd havsvik i Finland. Den ligger i Karleby i landskapet Mellersta Österbotten, i den centrala delen av landet, 400 km norr om huvudstaden Helsingfors. Kälviänjoki rinner ut i Katajalahti.
Inlandsklimat råder i trakten. Årsmedeltemperaturen i trakten är 0 °C. Den varmaste månaden är juli, då medeltemperaturen är 16 °C, och den kallaste är januari, med −14 °C.